# Aloys Marquardt
Aloys Anton Marquardt, spolszczany jako Alojzy Marquardt (ur. 5 stycznia 1891 w Braniewie, zm. 1 sierpnia 1972 w Kolonii) – niemiecki duchowny katolicki, kanonik warmiński, wikariusz generalny i tymczasowy administrator diecezji warmińskiej po II wojnie światowej.

## Życiorys
Był synem nauczyciela Johanna. W 1911 ukończył gimnazjum w Braniewie, uzyskując maturę. Studiował przez jeden semestr na Uniwersytecie w Münster, a następnie w seminarium w Braniewie. Święcenia kapłańskie przyjął 28 lutego 1915 i od razu po nich został powołany do wojska. Służbę odbywał w jednostce sanitarnej stacjonującej w Braniewie. W październiku 1920 otrzymał z fundacji im. Jana Preucka stypendium na dalsze studia, które odbywał w latach 1921–1923 w Rzymie, wieńcząc je doktoratem prawa kanonicznego. Po powrocie na Warmię pracował w kurii biskupiej, m.in. jako sekretarz i syndyk kurialny. Od lutego 1931 był wikariuszem generalnym diecezji warmińskiej. W grudniu tegoż roku został kanonikiem kapituły warmińskiej, w której pełnił następnie (od 1935) funkcję dziekana i kustosza.
Po wkroczeniu Armii Czerwonej do Fromborka w lutym 1945 został aresztowany i zmuszony do sporządzenia opisu i pakowania paramentów liturgicznych. Do czerwca 1945 pozostawał w areszcie w Pasłęku, następnie wyjechał do Olsztyna, gdzie pod nieobecność biskupa Kallera próbował wykonywać obowiązki administratora diecezji warmińskiej. Spotkało się to z niechęcią lokalnych władz i pod koniec lipca 1945 ks. Marquardtowi nakazano opuszczenie diecezji. Tuż przed wyjazdem Marquardt wspólnie z kanonikami Franzem Heyduschką i Bruno Schwarkiem przekazał obowiązki administratora diecezji ks. Janowi Hanowskiemu, proboszczowi przy katedrze olsztyńskiej, w charakterze wikariusza kapitulnego.
W ostatnich dniach lipca 1945 ks. Aloys Marquardt wyjechał do Berlina, gdzie już po pół miesiąca został zatrzymany przez Rosjan i wywieziony do Moskwy. Przez kilka lat przebywał w więzieniach bez wyroku, ostatecznie stanął przed sądem w styczniu 1951 i został oskarżony o szpiegostwo na rzecz Watykanu. Na prawie pięć lat został zesłany do obozu Aleksandrowsk na Syberii. W diecezji warmińskiej był uważany za nieżyjącego, co wyraziło się m.in. w powierzeniu Wojciechowi (Adalbertowi) Zinkowi funkcji dziekana reaktywowanej kapituły warmińskiej. W rzeczywistości przeżył jednak pobyt na Syberii, w grudniu 1955 powrócił do Niemiec i pracował w charakterze wiceoficjała w sądzie arcybiskupim w Kolonii.
Nosił tytuły kapelana Jego Świątobliwości (1935) oraz protonotariusza apostolskiego.